# بطولة السويد المفتوحة للإسكواتش
بطولة السويد المفتوحة هي بطولة إسكواتش تقام كل سنة في فبراير بمدينة لينشوبينغ في السويد تعد جزء من جولة الاتحاد الدولي لمحترفي الاسكواش. ويعود تاريخ البطولة إلى منتصف السبعينات من القرن الماضي، لكنها أخذت بعدًا دوليًا ابتداء من عام 2002 مع ظهور زجاج قصير وزيادة في مبلغ الجائزة.

## الإنجازات
| السنة | الفائز                    | الوصيف                 | النتيجة النهائية                 |
| ----- | ------------------------- | ---------------------- | -------------------------------- |
| 2018  | علي فرج                   | Simon Rösner           | 11-9, 5-11, 6-11, 11-7, 12-10    |
| 2017  | غريغوري غوتييه            | كريم عبد الجواد        | 7-11, 11-3, 11-0, 11-8 ·         |
| 2016  | كريم عبد الجواد           | طارق مؤمن              | 12-10, 8-11, 11-9, 3-11, 11-4    |
| 2015  | نيك ماثيو                 | غريغوري غوتييه         | 11-9, 11-8, 11-7                 |
| 2014  | نيك ماثيو                 | رامي عاشور             | 11-13, 11-6, 11-8, 6-11, 11-4    |
| 2013  | غريغوري غوتييه            | نيك ماثيو              | 11-3, 12-10, 11-9                |
| 2012  | :غريغوري غوتييه           | كريم درويش             | 11-3, 11-6, 11-8                 |
| 2011  | نيك ماثيو                 | Peter Barker           | 11-7, 11-6, 11-5                 |
| 2010  | نيك ماثيو                 | James Willstrop        | 11-9, 11-6, 6-2 rtd              |
| 2009  | نيك ماثيو                 | كريم درويش             | rtd                              |
| 2008  | James Willstrop           | Peter Barker           | 11-7, 11-4, 11-4                 |
| 2007  | ديفيد بالمر (لاعب إسكواش) | Alex Gough             | 12-10, 11-4, 11-7                |
| 2006  | لامنافسة                  | لامنافسة               | لامنافسة                         |
| 2005  | لامنافسة                  | لامنافسة               | لامنافسة                         |
| 2004  | كريم درويش                | نيك ماثيو              | 15-12, 15-13, 15-10              |
| 2003  | ستيوارت بوسويل            | جون وايت (لاعب إسكواش) | 6-15, 15-7, 15-6, 15-12          |
| 2002  | Ong Beng Hee              | Olli Tuominen          | 15-10, 11-15, 15-12, 12-15, 15-8 |